# الآثار الكاملة (كتاب)
الآثار الكاملة هو كتاب يحتوي على الأعمال الأدبية والسياسية للملك عبدالله الأول. يحتوي الكتاب على خمسة أجزاء: 
- الجزء الأول وهو بعنوان: الأمالي السياسية، يوضح الرأي والعقيدة في شؤون الحياة العامة والطموح السياسي.
- أما الجزء الثاني وهو بعنوان: المذكرات: فمكون من ثمانية فصول وهي: «نشأة المؤلف»، «في المعترك السياسي»، «الحسين بن علي أميراً على مكة»، «في الميدان»، «الثورة العربية الكبرى»، «تأسيس إمارة شرق الأردن»، «الاستقلال» و«الشؤون العربية».
- أما الجزء الثالث فقد أحتوى على سبعة فصول وهي: «الأمة العربية»، «القضية الفلسطينية»، «إعلان المملكة الأردنية الهاشمية»، «الحركات العسكرية في فلسطين»، «العلائق الخارجية»، «نظرات» و«الرسائل».
- الجزء الرابع وهو بعنوان: عربي يتحدث عن العرب، وجاء في فصلين؛ الأول «مَن أنا»، وهو يمثل رسالة للجيل العربي الناشئ ويطرح أسئلة مثل: مَن هو، وما دينه، ومَن هم قومه؟ أما الجزء الثاني وهو بعنوان «جواب السائل عن الخيل الأصائل» يصف فيه الملك عبدالله الخيل، ويذكر أصنافها وأنواعها من خلال ما ذكر عنها في الشعر العربي.
- أما الجزء الخامس من الكتاب فقد جاء بعنوان: بين المنثور والمنظوم:، ويضم الشعر والنثر للملك عبدالله الأول وقد جاء في فصلين: «المنثور» و«المنظوم».[1]